# Václav Rombald
Václav Rombald (též Václav Ferdinand Rombald, 1836 Odlochovice – 10. června 1884 Odlochovice) byl rakouský statkář a politik české národnosti ze středních Čech, poslanec Českého zemského sněmu.

## Biografie
Působil jako velkostatkář v Odlochovicích. Statek Odlochovice patřil rodu Rombaldových od roku 1786, kdy jej zakoupil Václav Ferdinand Brázda z Rombaldu (* 1732) s manželkou Annou. Ti jej odkázali roku 1811 svému nejstaršímu synovi Václavovi (1775–1849), který vlastnil také Miličín. Ten měl syny Václava Antonína (* 1836) a Václava Ferdinanda, Později zemský poslanec Václav Ferdinand Rombald byl bezdětný. Odlochovice odkázal svému synovci Marianu Rombaldovi z Hochinfelsenu. Václav Rombald patřil mezi zakládající členy pražského Sokola.
V 60. letech se zapojil i do vysoké politiky. V zemských volbách v lednu 1867 byl zvolen na Český zemský sněm, kde zastupoval kurii velkostatkářskou, nesvěřenecké velkostatky. Sněm byl ale brzy nato rozpuštěn a v následných volbách v březnu 1867 už nebyl zvolen. Do sněmu se dostal znovu až v zemských volbách roku 1870. Po delší přestávce se znovu zemským poslancem stal v zemských volbách roku 1883. Zasedal tu do své smrti roku 1884. Patřil do Strany konzervativního velkostatku, která podporovala české státní právo a spolupracovala se staročechy.
Zemřel v červnu 1884. Odkázal 200 zlatých a sbírku uměleckých předmětů Českému museu a 400 zlatých spolku Svatobor.